# Stenochrus portoricensis
El esquizómido o escorpión de látigo corto (Stenochrus portoricensis) pertenece a la familia Hubbardiidae del orden Schizomida. Esta especie fue descrita por Camberlin en 1922. El nombre del género Stenochrus proviene de la palabra griega Steno- que significa “estrecho” del monograma chr y la terminación en latín -us que significa “más”. El nombre específico portoricensis es un nombre de lugar que significa “de o perteneciente a” (-ensis) Puerto Rico.

## Clasificación y descripción
Tienen un flagelo con tres artejos, sedas apicales del propeltidio dispuestas longitudinalmente y dos pares de sedas dispuestas transversalmente en la zona media posterior del mismo , metapeltidio entero; dedo móvil del quelícero sin dientes accesorios y presencia de un pequeño espolón en la cara interna del trocánter del pedipalpo. Las espermatecas de esta especie están muy esclerotizadas y se observa perfectamente sin necesidad de diseccionar el esternito genital.

## Distribución
Esta especie se distribuye en EE. UU., en las Antillas, Bermuda, Guatemala, Costa Rica, las Islas Galápagos, en Brasil. En México. En España e Inglaterra han sido una especie introducida.

## Ambiente
Es de ambiente terrestre. Esta especie de esquizómido habita bajo pedazos de corteza, nidos de termitas y hormigueros, hábitat perturbados cuevas, bajo rocas, entre la hojarasca y a veces en las playas.

## Estado de conservación
Hasta el momento en México no se encuentra en ninguna categoría de protección, ni en la Lista Roja de la IUCN (International Union for Conservation of Nature) ni en CITES (Convención sobre el Comercio Internacional de Especies Amenazadas de Fauna y Flora Silvestres).